# Industria chocolatera en España
La industria chocolatera en España abarca un extenso y relevante conjunto de actividades económicas relacionadas con la producción, elaboración y comercialización de productos de chocolate en el territorio español. A lo largo de los siglos, España ha desarrollado una tradición arraigada en la transformación del cacao en distintos tipos de chocolate, convirtiéndose en un protagonista destacado en la industria global del cacao. Esta herencia chocolatera ha contribuido al prestigio y la innovación de la industria alimentaria española. 

## Historia

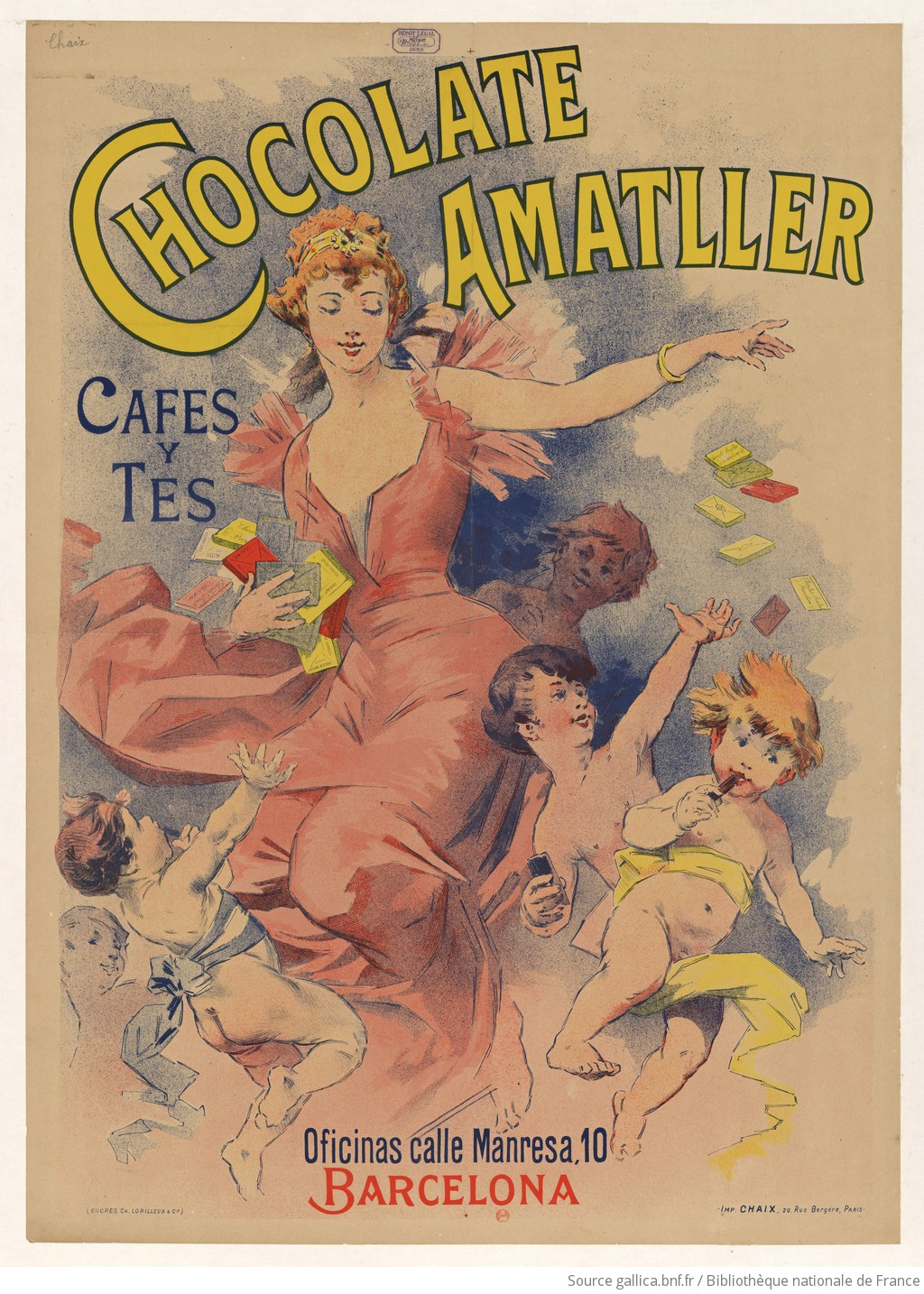
Cartel publicitario de Chocolate Amatller de 1893.

La historia de la industria chocolatera en España se remonta a los siglos XVI y XVII, cuando el cacao fue introducido por primera vez en la península ibérica por los colonizadores españoles que regresaban de América. El cacao, proveniente de las tierras americanas, se convirtió rápidamente en una delicia apreciada por la nobleza y la alta sociedad española. En sus inicios, el chocolate se consumía principalmente como una bebida caliente y espesa, endulzada con azúcar y condimentada con especias. Debido a su exotismo y sabor único, el chocolate pronto se convirtió en una bebida de moda en la corte española. Los monarcas y la aristocracia lo adoptaron como un signo de lujo y estatus social.
A medida que creció la demanda de chocolate, surgieron las primeras chocolaterías en España en el siglo XVIII. Estas tiendas especializadas ofrecían bebidas de chocolate junto con productos de repostería y confitería a base de cacao. Barcelona y Madrid fueron las ciudades donde la industria chocolatera experimentó un mayor desarrollo y expansión.
Sin embargo, fue durante el siglo XIX cuando la industria del chocolate experimentó un notable impulso en España. La llegada de la Revolución Industrial trajo consigo innovaciones en los procesos de producción y la introducción de nuevas máquinas, lo que permitió una producción a mayor escala y una mejora en la calidad del chocolate. En esta época, surgieron algunas de las marcas más icónicas de chocolate en España, como Valor, Amatller y Simón Coll. Estas empresas se centraron en la producción de tabletas de chocolate sólido, expandiendo así el consumo más allá de las bebidas y productos confitados.
A lo largo del siglo XX, la industria chocolatera en España continuó creciendo y evolucionando. La introducción de nuevas tecnologías y técnicas de producción modernas permitió una mayor diversificación de los productos de chocolate. Se desarrollaron variedades con ingredientes añadidos como frutos secos, frutas deshidratadas y otros sabores que ampliaron la oferta y atrajeron a nuevos consumidores. Durante la Guerra Civil Española y la posguerra, la industria chocolatera enfrentó dificultades debido a la escasez de materias primas y la situación económica del país. Sin embargo, una vez superados estos períodos difíciles, la industria se recuperó y prosperó nuevamente.
En las últimas décadas, el chocolate español ha adquirido reconocimiento a nivel internacional, con exportaciones a diferentes países y la apertura de tiendas y fábricas en el extranjero. La calidad y la tradición de la industria chocolatera española han sido factores clave para su éxito en el mercado global. Hoy en día, la industria chocolatera en España sigue siendo un sector importante en la economía del país. La producción y el consumo de chocolate han evolucionado, adaptándose a las demandas y preferencias del mercado actual. La tradición de disfrutar del chocolate como parte de la cultura culinaria española perdura, y las marcas más antiguas siguen siendo referentes, mientras que nuevas empresas emergen con productos innovadores y creativos.

## Origen y producción del cacao

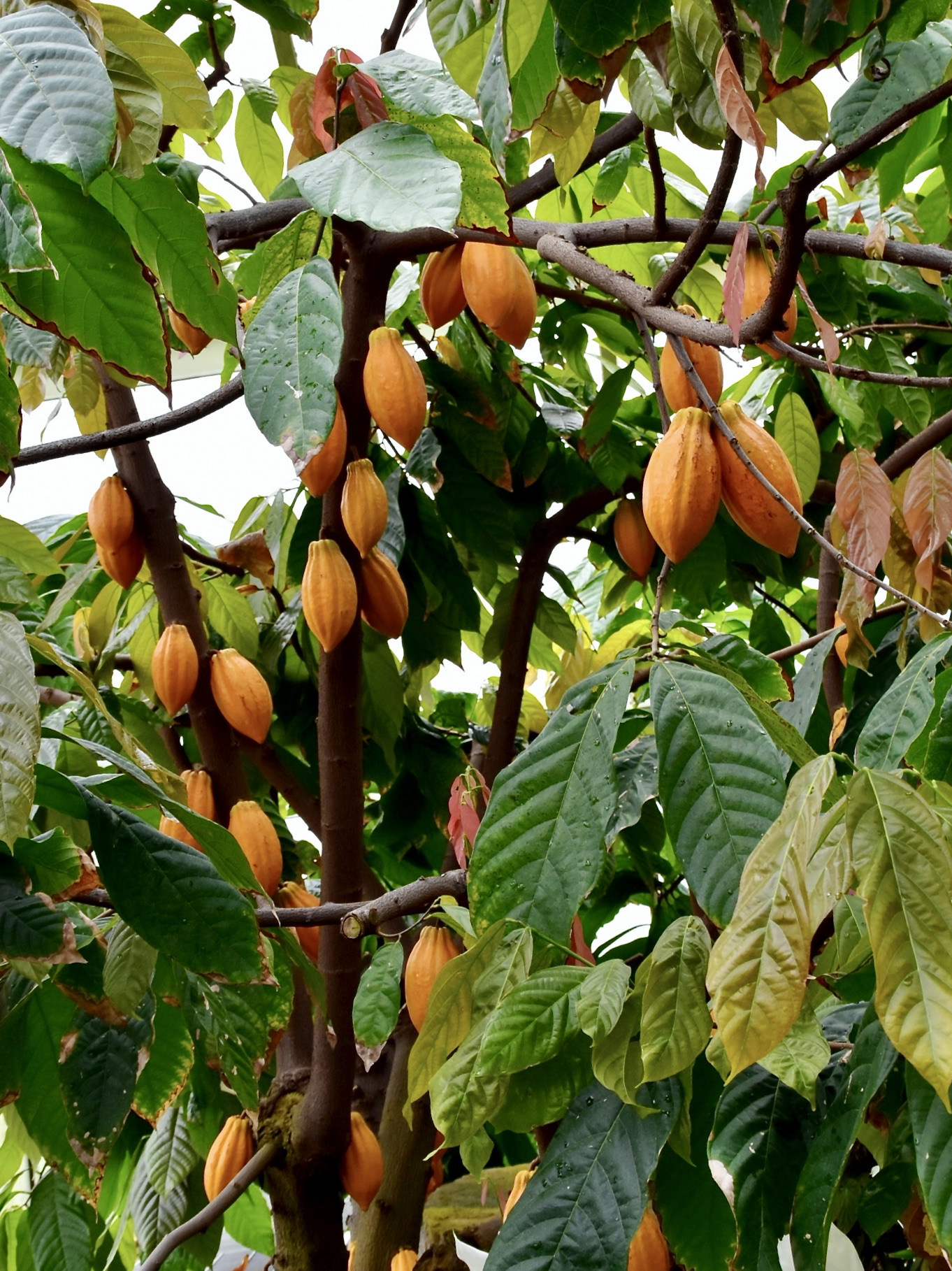
Árbol de cacao en los jardines botánicos reales de Kew (Reino Unido).

### Producción
Los intentos de cultivo de cacao en España se han enfrentado a grandes obstáculos debido a los requerimientos climáticos específicos de la planta. El cacao es una especie tropical que exige altas temperaturas y elevados niveles de humedad. Históricamente, se han documentado intentos de su cultivo en la provincia de Málaga en 1789 y entre 1830-1832; sin embargo, las bajas temperaturas invernales han impedido su desarrollo exitoso en el país.
A pesar de los desafíos, los esfuerzos para superar estas barreras climáticas y lograr la adaptación del cacao en España continúan. Un equipo de horticultores malagueños alcanzó un importante hito en 2022 al producir una cosecha exitosa de cacao en invernaderos. Esta primera cosecha, que alcanzó unos 100 kilos, marcó un avance significativo, ya que se obtuvo tanto en un invernadero climatizado como en otro sin calefacción, algo que no se había logrado en experimentos previos. Este logro representa una esperanza para la viabilidad futura del cultivo de cacao en España.

### Importación
Para abastecer la demanda de la industria chocolatera en España, es necesario importar cacao de países productores, como Costa de Marfil, Ghana, Nigeria, Camerún y Ecuador, entre otros. Estos países son algunos de los principales exportadores de cacao a nivel mundial y proveen la materia prima para la elaboración del chocolate en España y en otros países que también dependen de las importaciones de cacao.
En 2021, España importó 257 millones de dólares en granos de cacao, convirtiéndose en el duodécimo mayor importador de este producto en el mundo. En el mismo año, los granos de cacao ocuparon el puesto número 300 entre los productos más importados en España. Las principales fuentes de importación de granos de cacao para España fueron Costa de Marfil, con 128 millones de dólares; Ghana, con 35,4 millones de dólares; Nigeria, con 15 millones de dólares; Camerún, con 13,8 millones de dólares; y Ecuador, con 12,1 millones de dólares.

## Empresas chocolateras

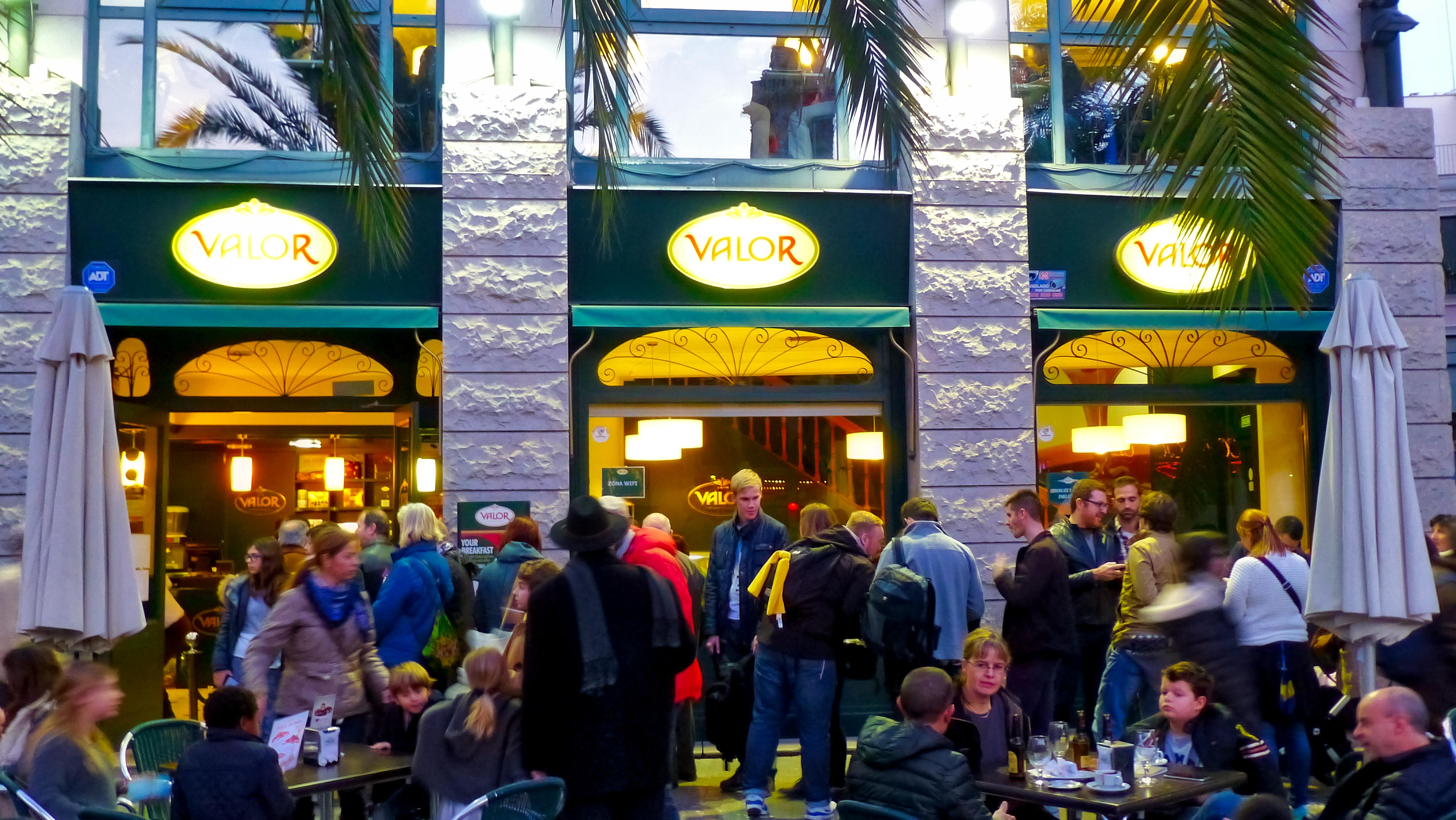
Chocolatería Valor de Valencia (2015).

La industria del chocolate en España es diversa, con una amplia gama de empresas dedicadas a la producción de diferentes tipos de productos de chocolate. Esta variedad refleja tanto la tradición chocolatera del país, que se remonta a siglos atrás cuando el cacao fue introducido por primera vez en Europa, como la innovación en este campo, con la incorporación de nuevos sabores y técnicas de producción. Así, la clasificación de las empresas españolas que se dedican al chocolate se puede realizar en función del tipo de producto que elaboran, proporcionando un panorama de la amplia gama de productos de chocolate disponibles en el país. A continuación, se presenta una clasificación con ejemplos representativos de cada tipo de producto.
- Tabletas de chocolate. Este formato de chocolate se presenta en bloques segmentados que se pueden romper en porciones individuales. En España, marcas como Chocolates Valor[10] y Chocolates Simón Coll[11] fabrican tabletas de chocolate en diversas variedades, incluyendo chocolate negro, con leche, blanco, y con frutos secos, entre otros.
- Bombones. Se refiere a piezas pequeñas de chocolate que suelen contener un relleno variado. Marcas españolas como Trapa[12] y Lacasa[13] se especializan en la producción de bombones. La marca Lacasa es reconocida por productos icónicos como Lacasitos y Conguitos.[14]
- Trufas. Las trufas son una categoría de bombones caracterizados por un centro de ganache cubierto de chocolate. En España, Delaviuda produce este tipo de producto.[15]
- Chocolate en polvo y a la taza. Es un tipo de producto de chocolate que se utiliza en la preparación de bebidas o para su uso en la cocina. Empresas como Chocolates Valor fabrican este tipo de producto, aunque un ejemplo notable e icónico es Cola Cao, que actualmente forma parte de Idilia Foods.[16]
- Crema untable de cacao. Este producto es una pasta a base de cacao destinada a untar sobre pan u otros alimentos. Ibercacao[17] y Naturgreen[18] son ejemplos de marcas que producen estos productos en España. Nocilla, que actualmente pertenece a Idilia Foods, es un producto icónico en esta categoría.[19]
- Chocolate para repostería. Este es un tipo de chocolate que se produce especialmente para ser utilizado en la elaboración de productos de repostería. En España, la empresa Chocolates Valor fabrica este tipo de chocolate.
- Chocolates gourmet. Son chocolates que presentan características únicas o de alta calidad, a menudo debido a la selección de ingredientes o a técnicas de producción específicas. Cacao Sampaka[20] y Chocolat Factory[21] son empresas en España que se dedican a la producción de chocolates gourmet.
- Pastelitos de chocolate. Los pastelitos de chocolate son productos de repostería de tamaño individual, típicamente compuestos de una combinación de bizcocho, crema y cobertura de chocolate. En España, la empresa Panrico,[22] ahora parte de Grupo Bimbo, es un fabricante notable de este tipo de productos. Dos de sus creaciones más reconocidas son los pastelitos Bony y Tigretón.[23]
- Bebidas de chocolate. Este producto se consume en forma líquida y algunas empresas se especializan en su producción. En España, Cacaolat es un ejemplo de empresa que produce bebidas a base de cacao.[24]
- Turrones de chocolate. El turrón es un dulce navideño que consiste en una mezcla de miel, azúcar y huevo, a la que se le pueden añadir diferentes ingredientes, incluido el chocolate. En España, empresas como Turrones Picó[25] y El Almendro[26] fabrican turrones de chocolate.
- Fabricantes para marcas privadas. Existen empresas que fabrican chocolates que luego son vendidos bajo la marca de otras empresas. Un ejemplo de este tipo de empresa en España es Natra.[27]

## Asociaciones

### Productores
Las asociaciones de productores de chocolate en España juegan un papel fundamental en el desarrollo, promoción y protección de la industria chocolatera. Estas organizaciones a menudo colaboran con los productores para defender sus intereses, organizar eventos de formación y promover normas de calidad en la producción de chocolate.
Un ejemplo notable es la Asociación Española del Dulce (Produlce), que representa a las empresas productoras y comercializadoras de caramelos, chocolate, galletas y otros productos dulces. Produlce se dedica a la promoción de estos productos y a la representación de los intereses de sus miembros ante los organismos reguladores nacionales e internacionales.

### Consumidores
Las asociaciones de consumidores de chocolate en España se centran en la defensa de los derechos de los consumidores y la promoción de la calidad del chocolate. Estas organizaciones trabajan para educar a los consumidores sobre las diferencias en la calidad del chocolate, promover la comprensión de las etiquetas de los productos y abogar por prácticas comerciales justas en la industria del chocolate.
Un ejemplo de estas asociaciones es la Organización de Consumidores y Usuarios (OCU), que realiza pruebas y comparaciones de productos, incluyendo chocolates, y publica los resultados para ayudar a los consumidores a tomar decisiones informadas. Aunque la OCU cubre una amplia gama de productos y servicios, su trabajo en la evaluación del chocolate es relevante para la industria.

## Ferias, exposiciones y congresos

### Ferias y exposiciones

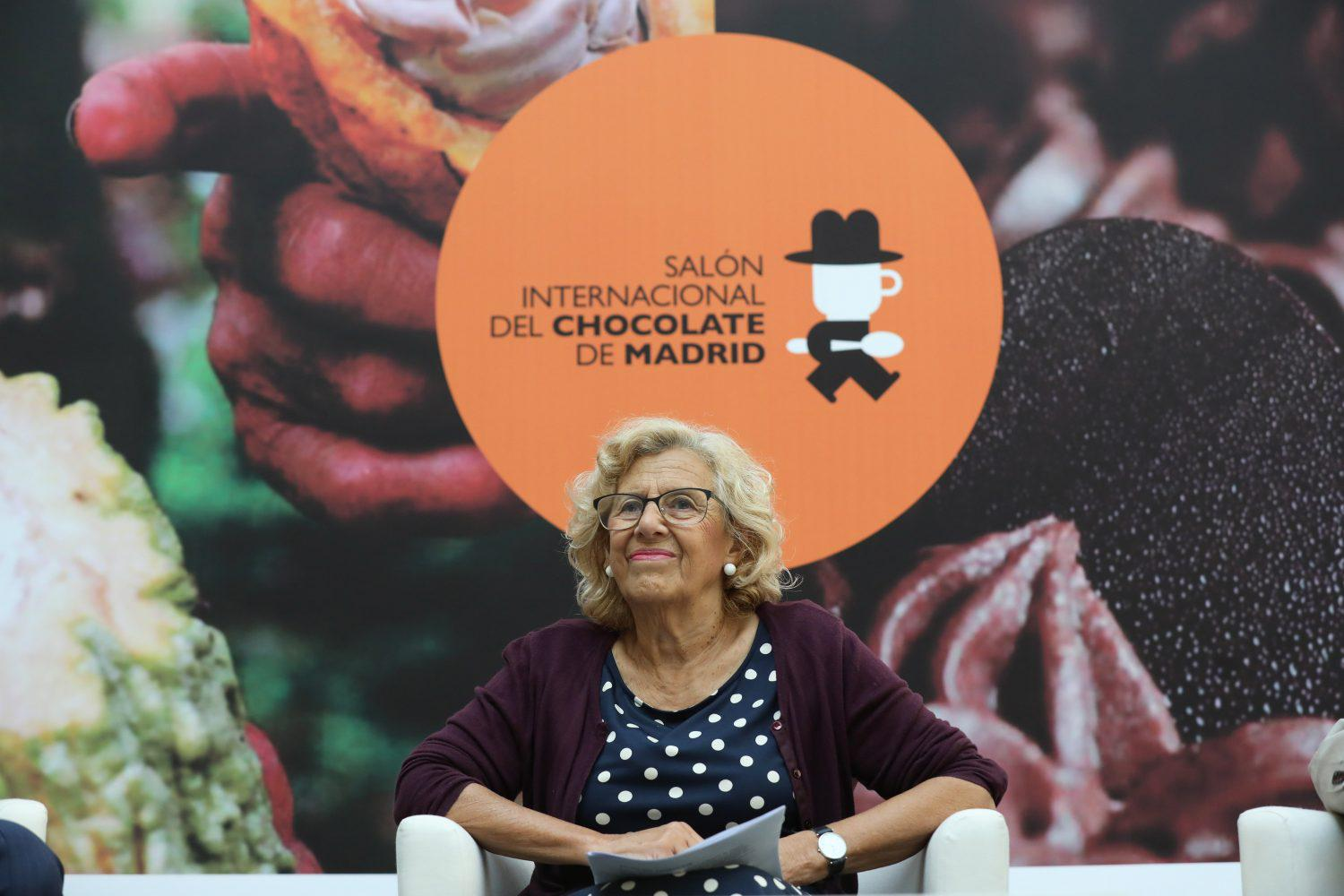
La exalcaldesa de Madrid, Manuela Carmena en la inauguración del primer Salón Internacional del Chocolate de Madrid (2018).

España acoge anualmente una variedad de ferias y exposiciones dedicadas al chocolate. Estos eventos, que van desde pequeñas ferias locales hasta grandes exposiciones internacionales, son un espacio vital para que productores, comerciantes y aficionados al chocolate se reúnan, intercambien ideas y muestren sus productos.
Una de las ferias más destacadas es el Salón Internacional del Chocolate de Madrid (ChocoMad), que se celebra anualmente y atrae a chocolateros de todo el mundo. Los expositores tienen la oportunidad de mostrar sus productos a una amplia audiencia, incluyendo tanto a profesionales de la industria como a aficionados al chocolate.

### Congresos y eventos
Además de las ferias y exposiciones, España también es sede de importantes congresos relacionados con el chocolate. Estos eventos suelen centrarse en aspectos más técnicos de la producción de chocolate y son una oportunidad para que los profesionales de la industria se reúnan y discutan las últimas tendencias, investigaciones y avances tecnológicos.
Por ejemplo, el Madrid International Pastry (M*I*P), un congreso internacional de pastelería, panadería y chocolate que se celebra en diferentes ciudades de España, reúne a expertos de todo el mundo para discutir y explorar las últimas tendencias en la producción de chocolate.
Estos eventos no sólo permiten a los profesionales de la industria mantenerse al día con los últimos avances, sino que también sirven para elevar el perfil de la industria chocolatera española a nivel mundial, atrayendo a visitantes y expositores de todo el mundo.

## Innovación y tendencias

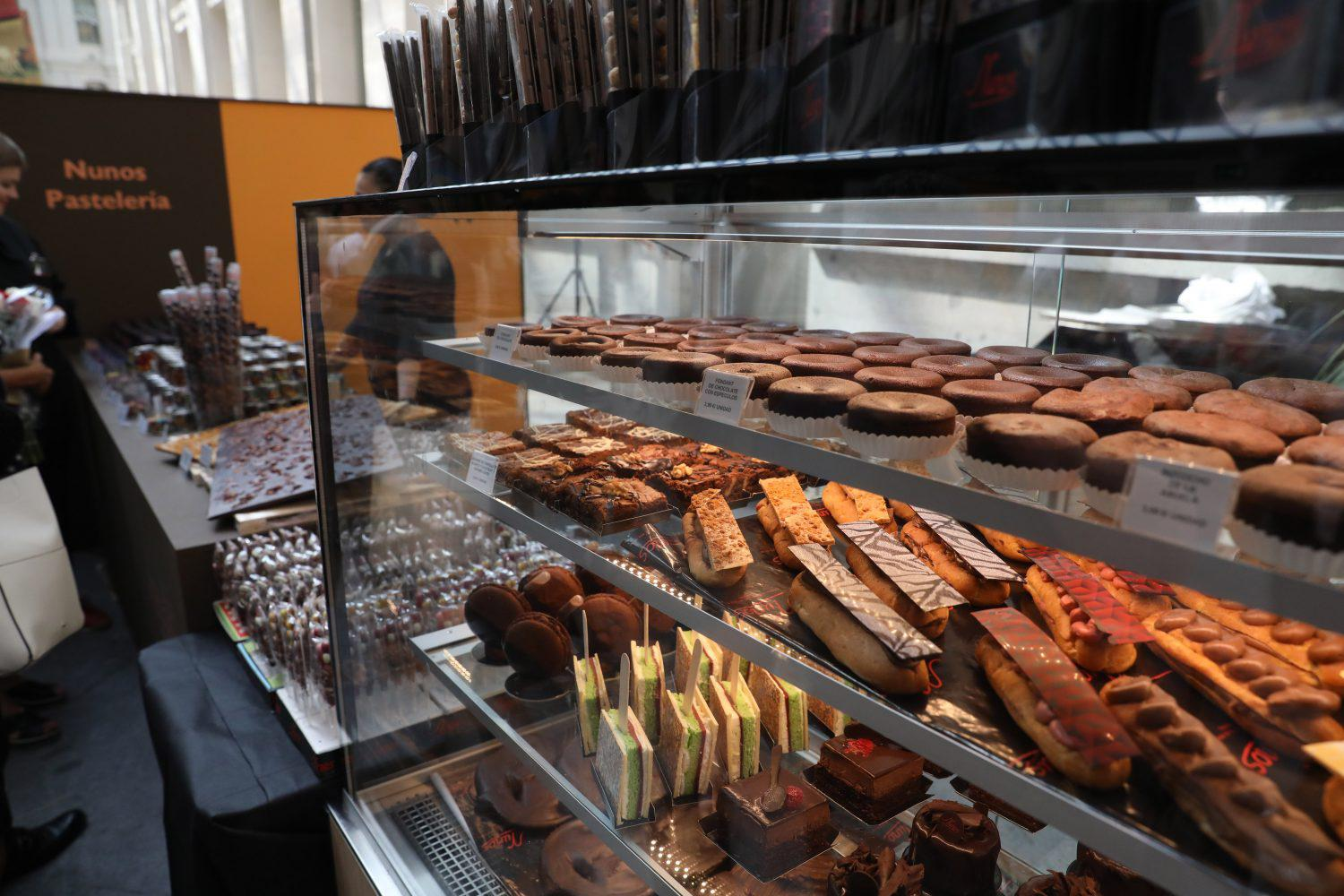
Productos de pastelería artesanal con chocolate.

La industria chocolatera de España ha sido testigo de una evolución dinámica en las últimas décadas, con innovaciones y tendencias emergentes que reflejan tanto la rica historia del país en la producción de chocolate como su compromiso con la modernidad, la sostenibilidad y la calidad excepcional.
Una de las tendencias más notables en la industria chocolatera española es el enfoque en la calidad y la trazabilidad del cacao. Siguiendo las tendencias globales de la producción de alimentos, cada vez más fabricantes de chocolate en España están invirtiendo en la adquisición de cacao orgánico y en establecer relaciones directas con los productores de cacao. Esta tendencia hacia el chocolate de origen único y sostenible permite a los fabricantes controlar la calidad y el perfil de sabor de sus productos, al tiempo que apoya prácticas de comercio justo y sostenible.
La producción artesanal también está en auge, con un énfasis en los procesos de producción manuales o con mínima intervención mecánica. Este enfoque permite a los fabricantes un control riguroso sobre la calidad, a la vez que resalta la individualidad y la creatividad en cada pieza de chocolate. Las chocolaterías artesanales se centran en la calidad más que en la cantidad, honrando la tradición del chocolate mientras innovan en sabores y técnicas.
La innovación en la industria también se ve impulsada por la experimentación con nuevos sabores y combinaciones. El chocolate se está combinando con una variedad de ingredientes, desde frutas y nueces hasta especias y flores, para crear perfiles de sabor gourmet y de alta calidad. Empresas como Cacao Sampaka y Chocolates Valor han sido pioneras en la creación de chocolates que desafían los sabores convencionales y establecen nuevos estándares de excelencia.
Además, hay un creciente interés en los chocolates veganos y sin gluten, como respuesta a la creciente demanda de productos más saludables y accesibles. Los fabricantes de chocolate están innovando en la creación de productos que no comprometan el sabor, pero que sean adecuados para una variedad de dietas y estilos de vida.
En el ámbito de la presentación y el empaquetado, se observa un movimiento hacia diseños más artísticos y sostenibles. El empaque del chocolate no solo debe ser atractivo, sino también respetuoso con el medio ambiente. Este enfoque combina la belleza y la sostenibilidad, resaltando la calidad del producto y minimizando su impacto medioambiental.
Finalmente, la educación del consumidor es otra tendencia creciente en la industria del chocolate en España. Las catas de chocolate, los talleres y las visitas a las fábricas están cada vez más disponibles, con el objetivo de informar a los consumidores sobre la complejidad de la producción de chocolate y apreciar el sabor y la calidad del cacao.

## Regulaciones y normativas
En la industria chocolatera de España, la producción y venta de chocolate están sujetas a una serie de regulaciones y normativas que aseguran la calidad de los productos, protegen a los consumidores y promueven prácticas comerciales justas.
Primero, la producción de chocolate en España está sujeta a las regulaciones de la Unión Europea (UE). El Reglamento (CE) No 178/2002 establece los principios generales y los requisitos del derecho alimentario, mientras que el Reglamento (CE) No 852/2004 especifica las normas de higiene de los productos alimenticios. Estas regulaciones garantizan que todos los productos alimenticios, incluido el chocolate, se produzcan en condiciones sanitarias adecuadas.
En cuanto a la composición y la denominación del chocolate, la Directiva 2000/36/CE de la UE establece las definiciones y normas específicas. Por ejemplo, el "chocolate" debe contener al menos un 35% de cacao total, incluyendo al menos un 18% de manteca de cacao y un 14% de sólidos de cacao seco. Esta directiva también especifica las normas para el etiquetado y la presentación de productos de chocolate.
A nivel nacional, la Agencia Española de Seguridad Alimentaria y Nutrición (AESAN) es el organismo responsable de garantizar la seguridad y calidad de los alimentos, incluido el chocolate. La AESAN supervisa la aplicación de las normas de la UE y establece regulaciones adicionales cuando es necesario.
Los productores de chocolate en España también están sujetos a la Ley 28/2015 para la Defensa de la Calidad Alimentaria, que busca proteger los derechos de los consumidores y garantizar la calidad de los productos alimenticios. Esta ley establece las normas para la publicidad y el etiquetado de los alimentos, y permite la aplicación de sanciones en caso de incumplimiento.
En lo que respecta al chocolate orgánico, los productores deben cumplir con el Reglamento (CE) No 834/2007 sobre producción y etiquetado de productos ecológicos. Este reglamento garantiza que cualquier producto etiquetado como "orgánico" cumpla con los estrictos estándares de la UE en términos de producción sostenible y respeto por el medio ambiente.

## Impacto económico
La industria chocolatera de España ocupa un lugar destacado dentro del sector de los dulces, aportando un 27,2% del valor de producción total en 2021, lo cual representó un aumento del 3,6% en comparación con el año anterior. Este crecimiento fue superior al promedio general del sector, que experimentó un crecimiento del 2%. Se observó una tendencia similar en términos de volumen, con un crecimiento del 3%.
El incremento en el valor de las ventas fue del 2,7%, a pesar de que el volumen de ventas aumentó un 4%. Este fenómeno se atribuye al fuerte aumento de las exportaciones, que registraron un crecimiento del 19,7% en valor y un 5,1% en volumen. Estas cifras compensaron una ligera disminución en las ventas en el mercado interno, que decrecieron un 1,7% en valor aunque aumentaron ligeramente en volumen (0,3%). Además, el crecimiento en las importaciones (14,1% en valor y 8,4% en volumen) ayudó a equilibrar la disminución de las ventas en el mercado interno, resultando en un incremento del consumo. En términos de ventas, la industria chocolatera representó el 32% del valor de ventas de todo el sector de dulces en España.
La producción total creció un 3% en 2021, alcanzando las 232.800 toneladas métricas, principalmente gracias al aumento en las exportaciones. A pesar de la caída experimentada en 2020 (-8,9%), se generó un crecimiento en valor cercano al 20%. Por otro lado, el volumen dirigido al mercado interno se mantuvo estable (+0,3%), y las ventas reflejaron una disminución en valor del 1,7%.
En 2021, la demanda por productos específicos, como los bombones y snacks de chocolate, se incrementó, a medida que la vida social volvía a la normalidad después de las restricciones debido a la pandemia. Este cambio en los hábitos de consumo también se reflejó en el mix de productos, donde las tabletas de chocolate mantuvieron su liderazgo con un 36,1% de las ventas, seguidas por el cacao soluble y chocolates a la taza (21,8%). Sin embargo, se observaron disminuciones relativas de 1 y 1,5 puntos porcentuales, respectivamente, mientras que los bombones y snacks incrementaron su participación en el mercado.
En cuanto al empleo, la industria chocolatera experimentó un crecimiento del 1,7%, llegando a 6.645 empleados en 2021, y representando el 27% del empleo total del sector de los dulces. Además, se notó un aumento en la proporción de contratos indefinidos entre los trabajadores más jóvenes, del 44% al 60%.
En términos de comercio exterior, la industria chocolatera de España lideró las exportaciones e importaciones del sector de los dulces, contribuyendo con el 37% del valor de los flujos comerciales internacionales. Aunque las importaciones superaron las exportaciones en 2021, lo que resultó en un déficit comercial de 113,5 millones de euros, este saldo negativo fue menor al registrado en 2020. Francia, Portugal y Reino Unido fueron los principales destinos de las exportaciones, mientras que Alemania, Italia y Francia fueron los principales orígenes de las importaciones.
Finalmente, en 2021 se observó un aumento en la innovación, particularmente en términos de rediseño de productos, reformulación y ampliación de gamas de productos. Estas iniciativas han contribuido a la evolución y el crecimiento de la industria chocolatera de España, posicionándola como un actor relevante en el sector de los dulces a nivel nacional e internacional.

## Cultura del chocolate

### Chocolate en la gastronomía

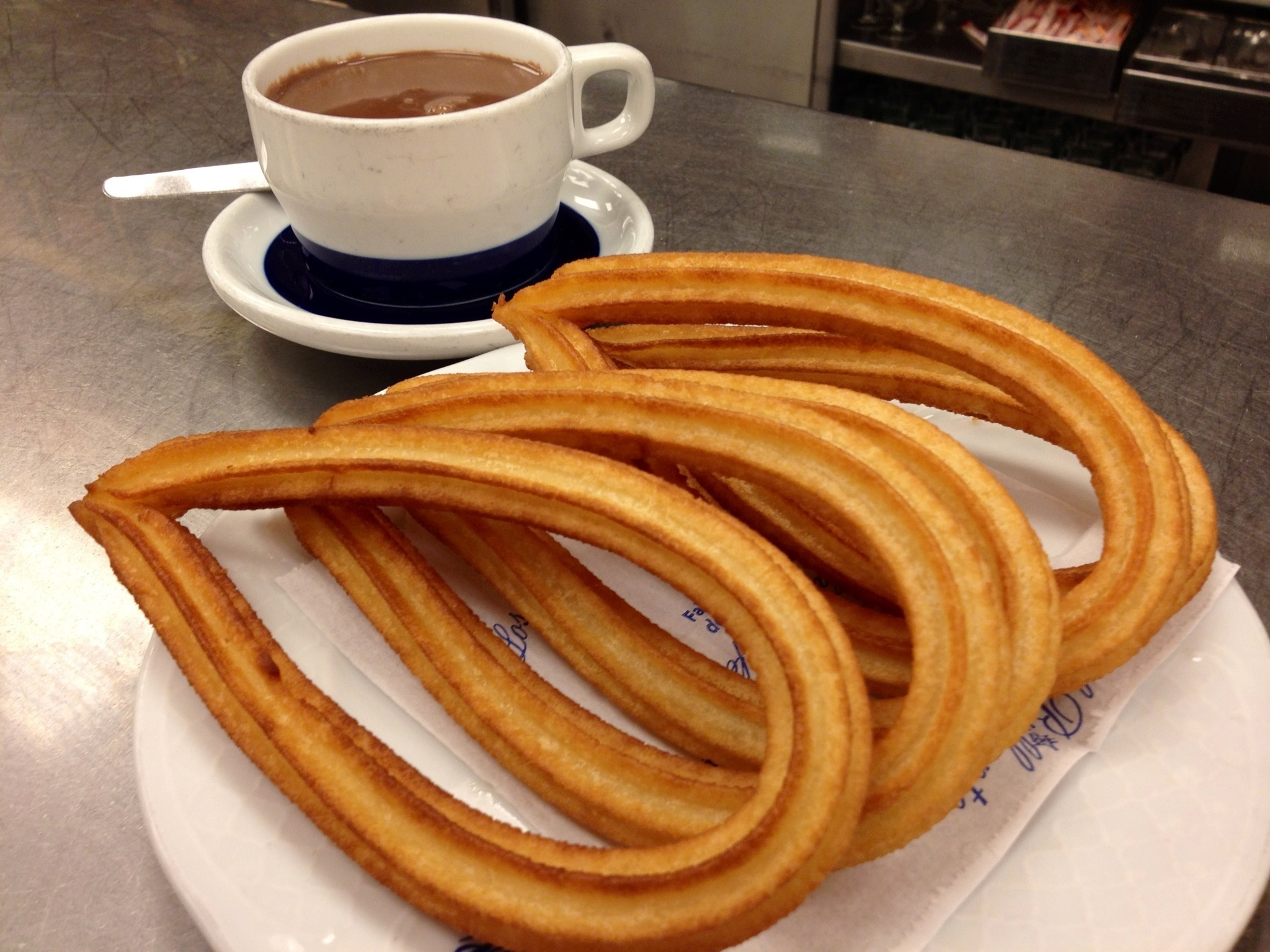
Chocolate con churros.

La influencia del chocolate está profundamente arraigada en la historia culinaria española y juega un papel significativo en una amplia gama de platos, tanto dulces como salados.
Desde su introducción en el siglo XVI por los conquistadores que regresaban de América, el chocolate ha sido asimilado y reinterpretado de diversas formas en la cocina española. Al principio, se consumía principalmente como una bebida caliente, adquiriendo con el tiempo un papel destacado en la repostería y otras preparaciones culinarias.
La imagen más icónica del chocolate en la gastronomía española es probablemente el desayuno de chocolate con churros. Los churros se sirven comúnmente con una taza de chocolate caliente espeso en la que se pueden sumergir. Esta combinación se ha convertido en una tradición matutina, especialmente durante los fines de semana y las festividades.
El chocolate también se emplea en la elaboración de turrones, especialmente en la variedad de turrón de chocolate, un dulce que se consume principalmente durante la época navideña. Este es un claro ejemplo de la influencia del chocolate en los dulces tradicionales españoles.
Además, el chocolate ha encontrado su camino en la cocina salada de España. Un ejemplo de esto es el 'conejo al chocolate', una receta tradicional en algunas regiones donde el chocolate se utiliza para dar profundidad y riqueza al guiso.
En la actualidad, el chocolate sigue siendo una parte esencial de la innovación culinaria en España, con chefs de renombre utilizando este ingrediente en creaciones vanguardistas. Desde salsas de chocolate para acompañar carnes hasta reinterpretaciones de postres tradicionales, el chocolate continúa demostrando su versatilidad.

### Festividades y tradiciones
El chocolate ha sido un ingrediente importante en la cultura y gastronomía de España, siendo central en una variedad de festividades y tradiciones regionales. Su presencia en la vida cotidiana y festiva es un testimonio de la riqueza y diversidad de la cultura española.
Uno de los ejemplos más destacados es la tradición de servir chocolate caliente con churros durante las mañanas festivas, especialmente en la temporada navideña.
En Navidad, el chocolate también se encuentra presente en turrones y otros dulces típicos, como el mazapán, que reflejan una mezcla de influencias culturales, tanto árabes como europeas.
En Cataluña, la festividad de la Pascua es especialmente significativa para el chocolate, donde se elabora la "mona de Pascua", un pastel tradicional que puede incluir figuras de chocolate y que los padrinos regalan a sus ahijados.

### Chocolaterías

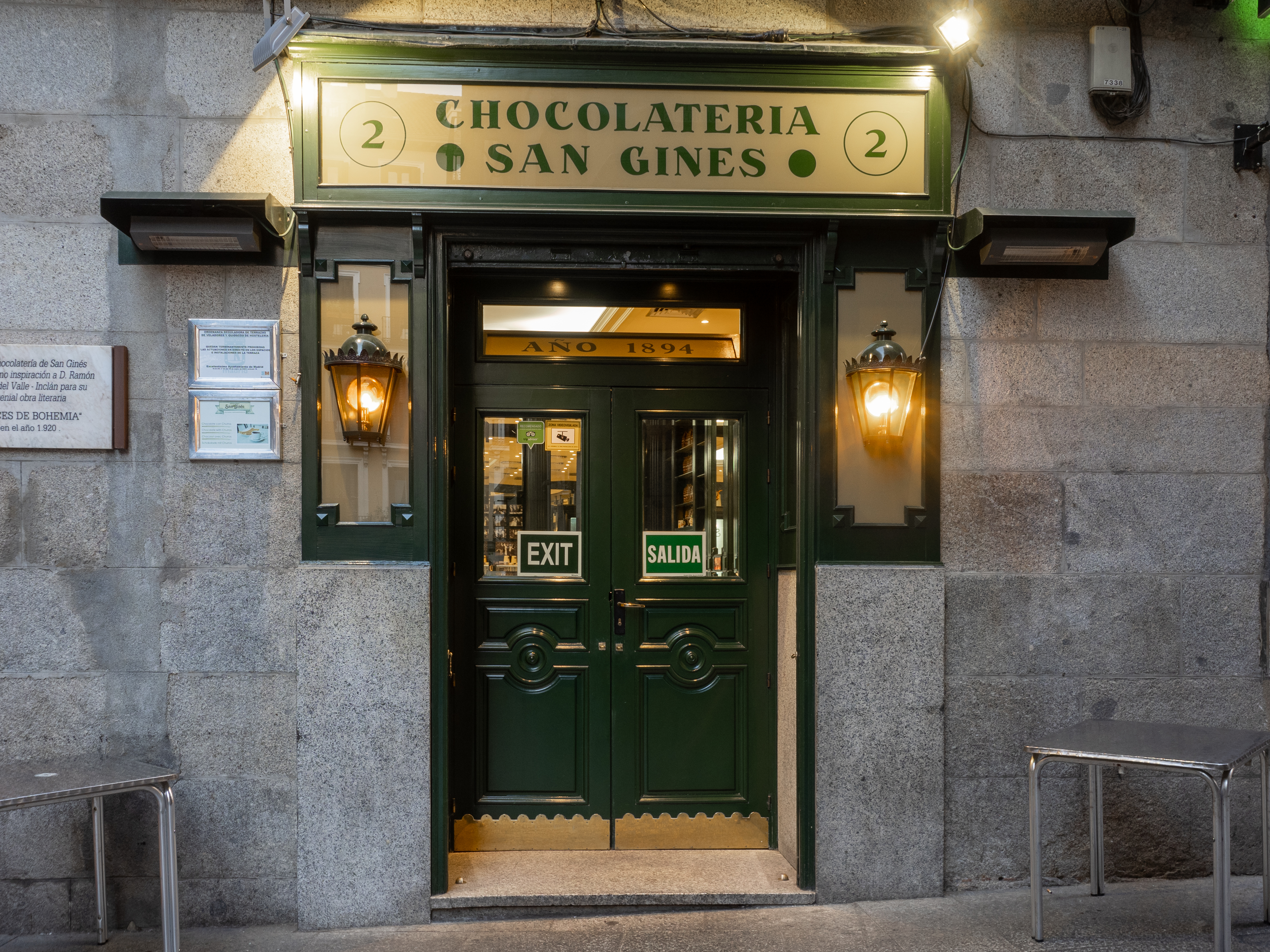
Chocolatería San Gines, en Madrid.

Las chocolaterías en España son espacios dedicados a la celebración del chocolate, que presentan una diversidad de estilos, técnicas y productos. Desde establecimientos históricos hasta innovadoras boutiques, estas chocolaterías reflejan la rica tradición del chocolate en el país y su papel en la evolución de la gastronomía española.
Comenzando por los lugares emblemáticos, la Chocolatería San Ginés en Madrid es una de las chocolaterías más antiguas y reconocidas de España. Desde su apertura en 1894, ha sido un referente para el consumo de churros con chocolate, a cualquier hora del día o de la noche. Su chocolate espeso y los churros crujientes han sido parte de la tradición madrileña durante generaciones.
En Barcelona, la chocolatería Fargas, fundada en 1827, es otro establecimiento histórico conocido por sus bombones y tabletas de chocolate. El negocio ha sido pasado de generación en generación, manteniendo vivas las recetas tradicionales al tiempo que se adapta a los nuevos gustos y tendencias.
En el norte de España, en Tolosa, se encuentra el Museo de Chocolate Rafa Gorrotxategi, que alberga una chocolatería y una tienda de chocolates. La familia Gorrotxategi ha estado vinculada a la repostería y la chocolatería desde hace más de un siglo y su establecimiento se ha convertido en un hito para los amantes del chocolate.
Cacao Sampaka, con presencia en varias ciudades españolas, es un ejemplo de una chocolatería moderna que se centra en el respeto al cacao en su estado más puro. Su objetivo es explorar y dar a conocer la riqueza del cacao mediante la creación de productos originales y de alta calidad, desde tabletas hasta cremas de cacao y bombones.
Alicante es la casa de Chocolates Valor, fundada en 1881 y conocida por su compromiso con la calidad del cacao. Valor produce una amplia gama de productos de chocolate, desde tabletas hasta helados y postres, y sus Chocolaterías Valor en Alicante, Valencia y en más de 35 ciudades de España y Andorra son lugares populares para degustar su famoso chocolate caliente.

### Museos
En España, la pasión por el chocolate se refleja en diversos museos dedicados a este alimento:
- Museo del Chocolate de Barcelona.[66]
- Museo del Chocolate de Astorga.[67]
- Museo de Chocolate Rafa Gorrotxategi de Tolosa.[63]
- Museo del Chocolate Valor en Villajoyosa.[68]
- Museo del Chocolate de Rute.[69]